# 넝마주이
넝마주이 또는 넝마꾼은 1920년대부터 1970년대에 일제강점기 조선과 대한민국에서 넝마(못쓰는 천과 헝겊)나 헌 종이, 박스, 폐지 등 버려졌으나 재활용이 가능한 물건, 혹은 고철, 구리, 고물 등을 주워 모으거나 고물상에 판매하는 일을 하는 사람을 뜻한다. 헌 옷, 헌 헝겊과 천, 못 쓰게 된 폐지나 빈 병 같은 것을 큰 망태기나 자루로 운반하여 판매하였다.
일정한 거처가 없이 떠돌이 생활을 하는 부랑아나, 집이 없이 노상과 기차 역, 다리 교각 밑에서 생활하는 거지들과는 달리 넝마주이들은 자신의 집과 거처가 있는 사람들이었다. 1940년대, 1950년대와 1960년대의 넝마주이는 부랑아, 거지, 상이군인과 함께 밤길 공포의 대상이 되었다. 1960년대 국토건설단의 운영과 1970년대 직업훈련원의 운영으로 건축, 목공, 기계 등 분야에 종사하는 인력이 증가하거나 연령의 고령화 등 다양한 이유로 서서히 사라지게 되었다.

## 기타
환경 미화원과의 차이점은 환경 미화원은 버려진 것을 수집하고 읍면동사무소로부터 월급을 받았고 넝마주이는 재활용이 가능한 것만 수집하여 고물상에 판매하여 생계를 유지하였다.

## 같이 보기
- 쓰레기통
- 환경 미화원
- 고물상
- 고철 수집
- 쓰레기 수집